# Las cerezas
Las cerezas fue un programa de televisión emitido por La 1 de Televisión Española en la temporada 2004-2005, con presentación de la periodista Julia Otero.

## Formato
El espacio se centraba en entrevistas realizadas por la presentadora a personajes de relevancia de la vida política, social y económica del país así como intercambio de opiniones entre ellos.
Asimismo, existía un apartado de humor, con sketches cargados de crítica social y política a cargo del grupo Minoría absoluta y con los cómicos Tània Sàrrias, Sílvia Abril, Cesc Casanovas, Pau Miró, Queco Novell, Bruno Oro, Joan Quintanilla, Òscar Rodríguez, Roger de Gràcia y Toni Soler.

## Invitados
Entre otros Felipe González, Jordi Pujol, Marta Sánchez, Javier Bardem, Eduardo Noriega, Josema Yuste, David Summers y Luis del Olmo.

## Episodios y audiencias
| Temporada | Temporada | Episodios | Estreno               | Final              | Audiencia media | Audiencia media | Audiencia media |
| Temporada | Temporada | Episodios | Estreno               | Final              | Espectadores    | Cuota           |                 |
| --------- | --------- | --------- | --------------------- | ------------------ | --------------- | --------------- | --------------- |
|           | 1         | 33        | 26 de octubre de 2004 | 7 de junio de 2005 | 2 084 000       | 15,9%           |                 |

### Temporada 1: 2004-2005
| N.º (serie) | N.º (temp.) | Fecha de emisión        | Audiencia         |
| ----------- | ----------- | ----------------------- | ----------------- |
| 1           | 1           | 26 de octubre de 2004   | 2 216 000 (18,4%) |
| 2           | 2           | 2 de noviembre de 2004  | 1 643 000 (14,1%) |
| 3           | 3           | 9 de noviembre de 2004  | 1 948 000 (13,5%) |
| 4           | 4           | 16 de noviembre de 2004 | 2 143 000 (14,6%) |
| 5           | 5           | 23 de noviembre de 2004 | 1 937 000 (13,3%) |
| 6           | 6           | 30 de noviembre de 2004 | 1 666 000 (15,6%) |
| 7           | 7           | 7 de diciembre de 2004  | 1 424 000 (16,3%) |
| 8           | 8           | 14 de diciembre de 2004 | 1 547 000 (15,6%) |
| 9           | 9           | 21 de diciembre de 2004 | 2 332 000 (21,3%) |
| 10          | 10          | 28 de diciembre de 2004 | 2 258 000 (18,2%) |
| 11          | 11          | 4 de enero de 2005      | 2 147 000 (18,5%) |
| 12          | 12          | 11 de enero de 2005     | 1 641 000 (14,4%) |
| 13          | 13          | 18 de enero de 2005     | 2 128 000 (19,7%) |
| 14          | 14          | 25 de enero de 2005     | 1 847 000 (16,5%) |
| 15          | 15          | 1 de febrero de 2005    | 1 943 000 (19,1%) |
| 16          | 16          | 8 de febrero de 2005    | 1 692 000 (15,1%) |
| 17          | 17          | 15 de febrero de 2005   | 1 812 000 (16,1%) |
| 18          | 18          | 22 de febrero de 2005   | 1 728 000 (17,7%) |
| 19          | 19          | 1 de marzo de 2005      | 1 586 000 (14,5%) |
| 20          | 20          | 8 de marzo de 2005      | 1 737 000 (17,3%) |
| 21          | 21          | 15 de marzo de 2005     | 1 489 000 (13,6%) |
| 22          | 22          | 22 de marzo de 2005     | 2 288 000 (15,3%) |
| 23          | 23          | 29 de marzo de 2005     | 2 282 000 (13,9%) |
| 24          | 24          | 5 de abril de 2005      | 2 477 000 (15,3%) |
| 25          | 25          | 12 de abril de 2005     | 2 234 000 (13,8%) |
| 26          | 26          | 19 de abril de 2005     | 2 447 000 (14,7%) |
| 27          | 27          | 26 de abril de 2005     | 2 476 000 (15,0%) |
| 28          | 28          | 3 de mayo de 2005       | 2 116 000 (13,0%) |
| 29          | 29          | 10 de mayo de 2005      | 2 374 000 (14,0%) |
| 30          | 30          | 17 de mayo de 2005      | 2 745 000 (16,2%) |
| 31          | 31          | 24 de mayo de 2005      | 2 388 000 (14,3%) |
| 32          | 32          | 31 de mayo de 2005      | 3 065 000 (17,8%) |
| 33          | 33          | 7 de junio de 2005      | 3 032 000 (18,3%) |